# Pfingstrosen
Die Pfingstrosen (Paeonia), auch Päonien genannt, sind die einzige Pflanzengattung der Familie der Pfingstrosengewächse (Paeoniaceae). Diese Gattung umfasst 32 Arten.
Die bekanntesten Sorten sind Stauden, also ausdauernde krautige Pflanzen, deren oberirdische Sprosse im Winter absterben; daneben gibt es auch verholzende Arten und Sorten, die meistens als Halbsträucher, seltener als Sträucher wachsen. Ausgangsformen der Kultursorten sind fast immer gärtnerische Züchtungen der Gemeinen Pfingstrose und der Milchweißen Pfingstrose. Wenige Gartenformen basieren dagegen auf interspezifischen Hybriden.

## Beschreibung

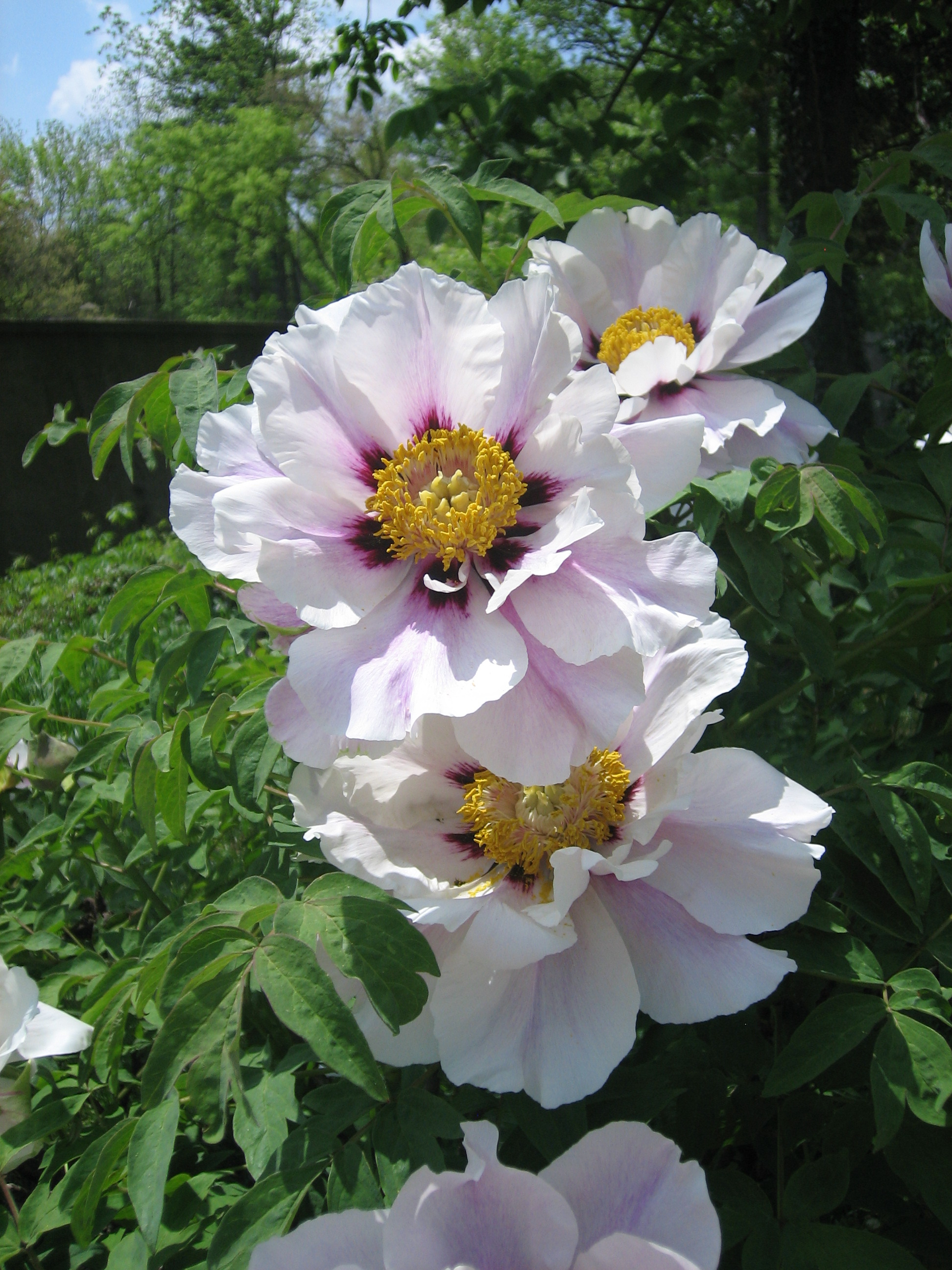
Paeonia rockii, eine Strauchpfingstrose mit bis zu 15 cm großen Blüten

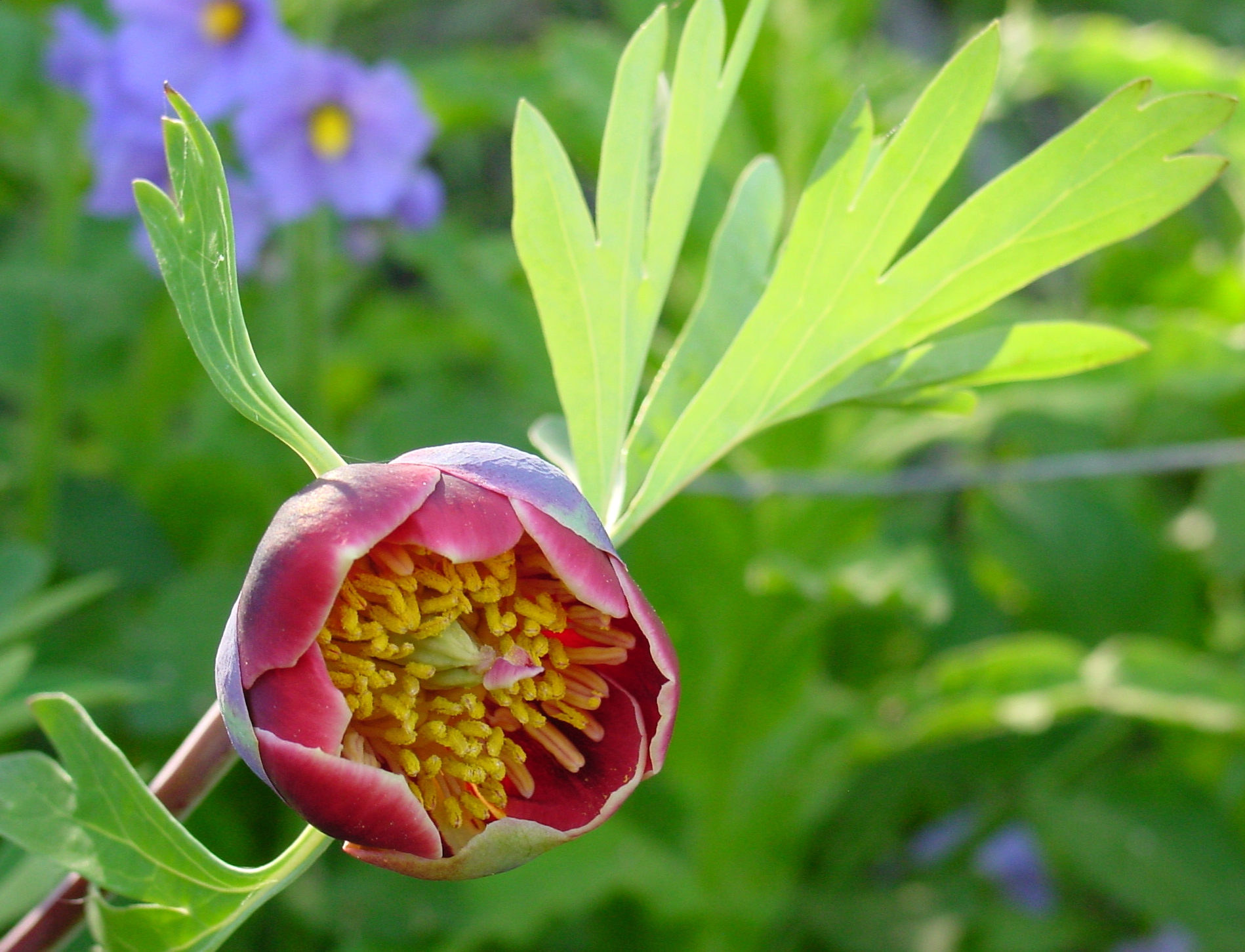
Blüten mit vielen Staubblättern der Kalifornischen Pfingstrose (Paeonia californica)

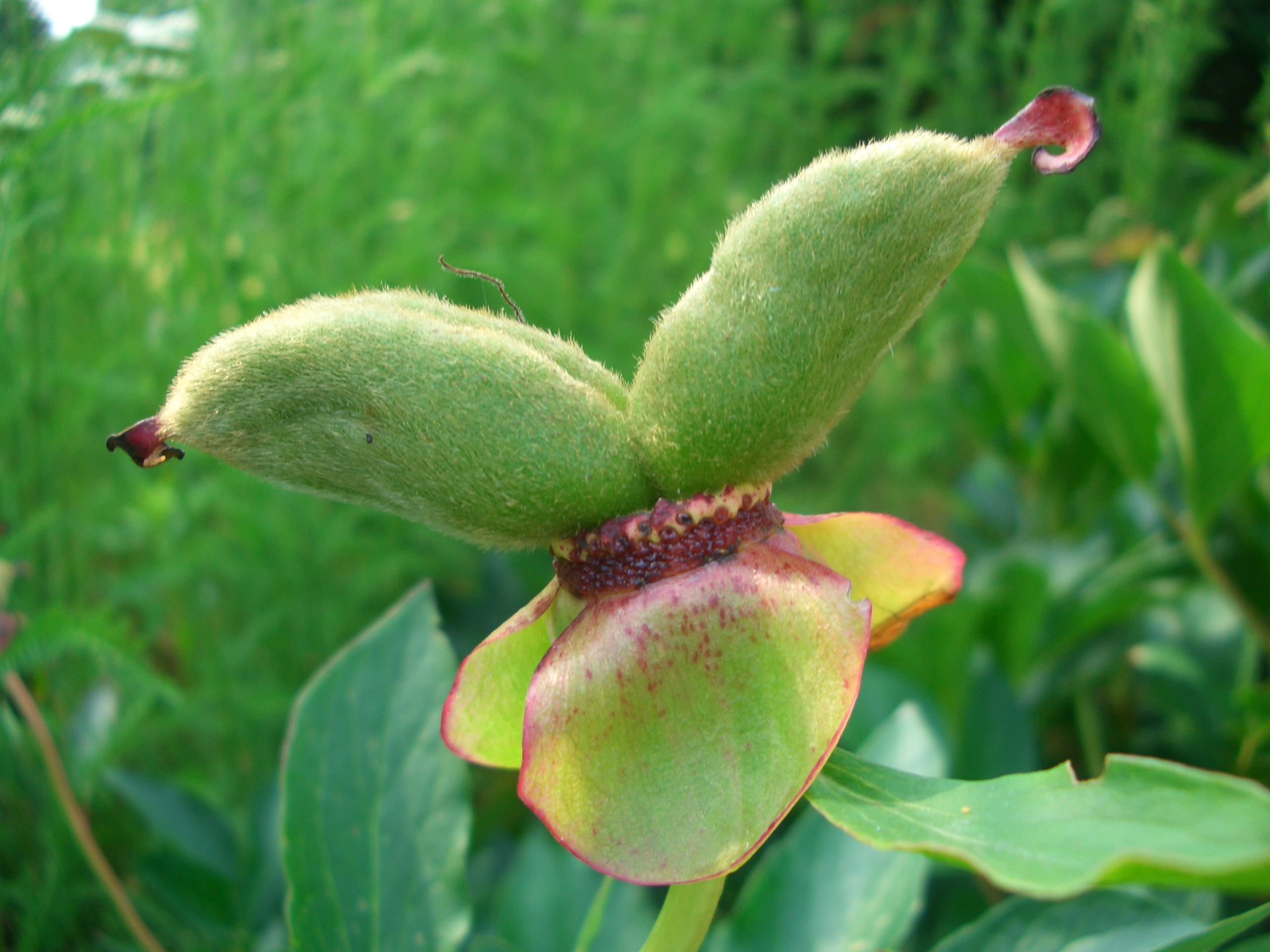
Fruchtstand mit Balgfrüchten der Fremden Pfingstrose (Paeonia peregrina)

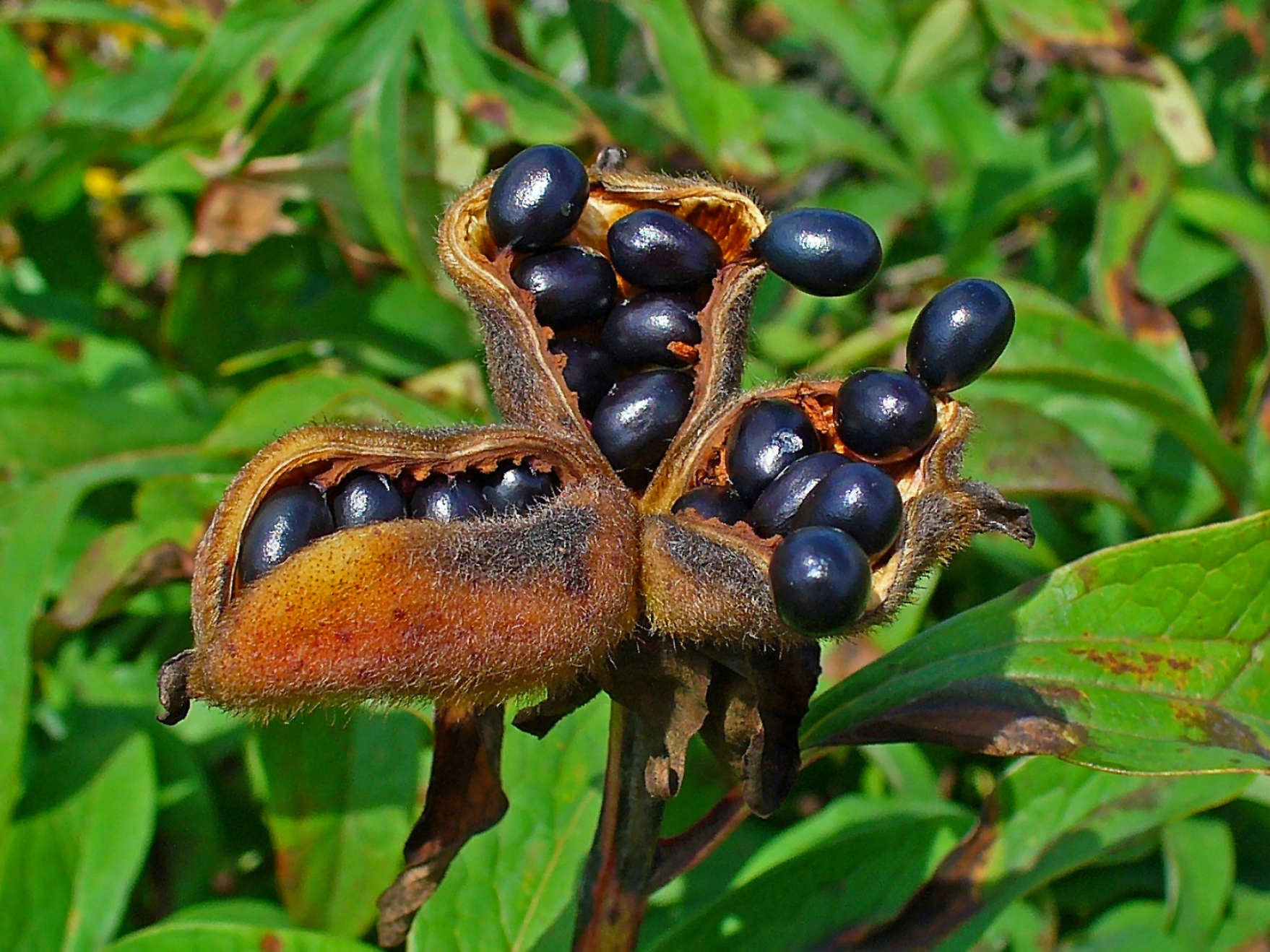
Offene Balgfrüchte mit Samen von Paeonia officinalis

### Vegetative Pflanzenteile
Pfingstrosen-Arten sind zumeist ausdauernde krautige Pflanzen, seltener verholzende Halbsträucher, oder kleinere Sträucher. Die kleine Gruppe halbstrauchiger chinesischer Arten, bekannt als „Strauch-“ oder „Baum-Päonien“ bilden bis etwa 2,5 Meter lange Sprossachsen, die verholzen. Alle Paeonia-Arten und -Sorten sind sommergrün. Sie bilden als Überdauerungsorgane langlebige, ziemlich holzige Rhizome mit verdickten Wurzeln. Die Keimung der Samen erfolgt hypogäisch.
Die wechselständig angeordneten Laubblätter sind zumeist relativ groß und in Blattstiel sowie -spreite gegliedert. Die zusammengesetzte Blattspreite ist mit Ausnahme der vorhergehend genannten beiden Arten zumeist doppelt dreizählig. Die Zahl der Abschnitte der unteren Blätter variieren bei den staudigen Arten zwischen 9 (Paeonia daurica), 10 bis 22 (Paeonia mascula), 78 bis 91 (Paeonia intermedia) und 134 bis 340 (Paeonia tenuifolia). Bei Paeonia intermedia und Paeonia tenuifolia sind die Blätter dabei federartig mit zahlreichen linealischen Blattabschnitten. Die Blattfiedern besitzen normalerweise einen gezähnten Rand oder sind gelappt. Nebenblätter fehlen.

### Generative Merkmale
Die endständigen Blüten stehen über ein bis sechs Hochblättern (Brakteen). Die Blüten sind groß und sehen Rosenblüten etwas ähnlich. Die zwittrigen Blüten variieren stark in der Anzahl ihrer Blütenorgane. Es sind zwei bis neun Kelchblätter und vier bis dreizehn Kronblätter vorhanden. Die Kronblätter besitzen meist Rosa- oder Rottöne, es existieren jedoch auch Arten mit weißen und gelben Kronblättern. In der Mitte der Blüte befinden sich viele (bis zu 230), zentrifugal vermehrte, kurze Staubblätter. Die Staubblätter verdecken beinahe die zwei bis fünf (bis acht) großen, freien Fruchtblätter, welche am Grunde eine als Nektarium dienende Scheibe, den „Diskus“, bilden. Die Blüten der Pfingstrosen verbreiten einen intensiven Duft.
Die Sorten der Strauch- und Baumpäonien tragen die größten und prächtigsten Blüten aller Pfingstrosen. Sie sind zumeist gefüllt, manchmal bis über 20 Zentimeter groß und besitzen gerüschte oder gekräuselte Kronblätter.
Es werden Sammelbalgfrüchte gebildet. Die dunklen Samen sind relativ groß mit einem Durchmesser von bis zu 1,3 Zentimetern.

### Mikroskopische Merkmale, Inhaltsstoffe und Chromosomenzahl
Anatomische Kennzeichen der Päonien sind verstreute sekretorische Zellen im Parenchym des Sprosses, corticale Leitbündel mit Tüpfel- oder Leitergefäßen, ringförmig angeordnete Leitbündel der Blattstiele, eine Cuticula aus Wachstubuli, diese vorwiegend aus Palmiton (Keton der Palmitinsäure), und einzellige Haare (Trichome).
Die Chromosomengrundzahl beträgt x = 5. Die Chromosomen weisen eine Länge von 10 bis 15 µm auf.
Inhaltsstoffe sind Iridoide, ätherische Öle, Flavone und wie bei allen Saxifragales Myricetin und Tannine.

Verbreitungskarte der Gattung Paeonia/Familie Paeoniaceae

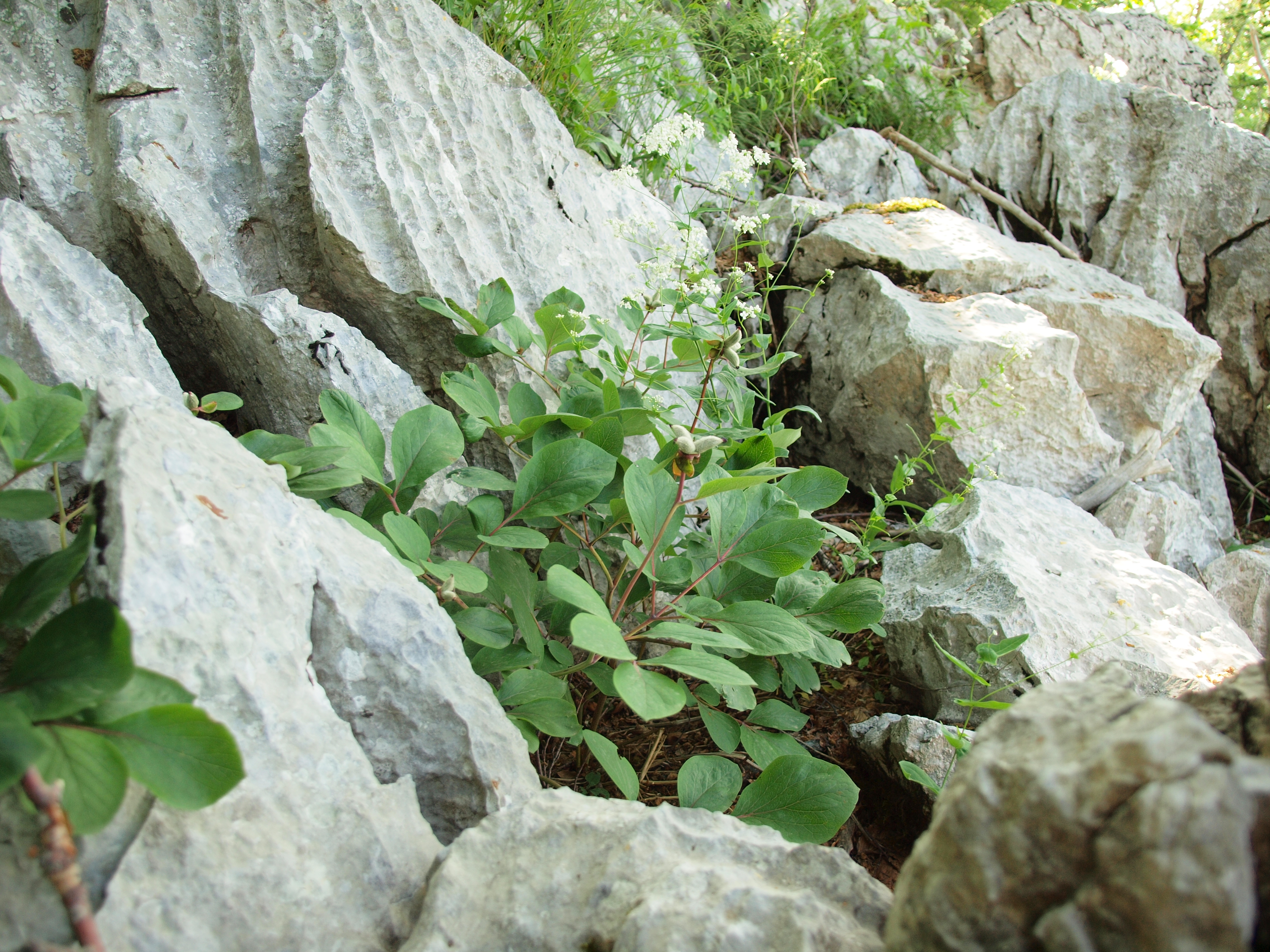
Krim-Pfingstrose (Paeonia daurica) in Südosteuropa

## Vorkommen
Bis auf zwei an der Westküste Nordamerikas heimische Arten sind alle Pfingstrosen-Arten in den gemäßigten Klimazonen und subtropischen Klimazonen Eurasiens verbreitet. Einige Arten gedeihen aber auch in stärker kontinentalen Gebieten Sibiriens und Ostasiens (Paeonia anomala, Paeonia lactiflora, Paeonia obovata). Verbreitungsschwerpunkt sind aber die subtropischen Bergregionen in Südeuropa, Kleinasien, Kaukasien und Ostasien.
Um Blütenknospen ausbilden zu können, benötigen die meisten Pfingstrosen-Arten eine kalte Ruhezeit im Winter. Junge Laubblätter und Blütenknospen können dagegen durch Spätfröste geschädigt werden. Dies gilt insbesondere für die Strauch-Päonien, die besonders früh austreiben.
Pfingstrosen wachsen überwiegend in Bergwäldern, einige Arten kommen auch in den Steppenregionen Osteuropas sowie Asiens vor (beispielsweise Paeonia tenuifolia). Die europäischen Pfingstrosen finden sich überwiegend auf kalkhaltigen Böden und wachsen zumeist in wenig geschlossenen Wäldern und Buschwaldregionen. Die Gemeine Pfingstrose (Paeonia officinalis) kommt aber auch häufiger in subalpinen Rasengesellschaften der Südalpen vor.
Die Gemeine Pfingstrose, die aus den Bergregionen Südeuropas stammt, gilt in Bayern und zwar vor allem in Franken als stellenweise eingebürgert. Aufgrund ihrer langen Kultivierungsgeschichte in Mitteleuropa würde man sie den ethelochor verschleppten Archäophyten zurechnen.
Die meisten europäischen Pfingstrosenarten sind nur von wenigen Fundorten bekannt und gehören daher zu den gefährdeten Arten.

## Systematik

### Namensherkunft
Die Gattung Paeonia wurde 1753 durch Carl von Linné in Species Plantarum, Tomus I, S. 530 aufgestellt. Der Gattungsname war jedoch schon viel langer in Gebrauch. Linné erwähnt Fuchs (1542), Lobel (1581), Bauhin (1623), Haller (1742) und Sauvages (1751) die alle bereits den Namen 'Paeonia' verwendeten. Der botanische Gattungsname ist auf das griechische Wort „paionia“ zurückzuführen, das für den Götterarzt Paian steht. Der griechischen Sage nach heilte er mit Hilfe dieser Pflanze Pluton, den Gott der Unterwelt, nachdem Herakles diesen im Krieg um Pylos verwundet hatte. Auch die antiken römischen Dichter wissen Ähnliches von der Pflanze zu berichten. Vergil sagt im 7. Gesang der Äneis, dass die Göttin Artemis den Virbius, der von den Pferden seines Vaters Theseus getötet worden war, mit Hilfe einer Pfingstrose wieder zum Leben erweckte.

### Äußere Systematik
Die Pfingstrosengewächse wurden im Laufe der Zeit an verschiedenen Stellen im Stammbaum der Bedecktsamer angesiedelt: Cronquist stellte sie unter anderem wegen der zentrifugalen Vermehrung (Dédoublement) der Staubblätter in die basale Ordnung Dilleniales der Dilleniidae (siehe Systematik nach Schmeil-Fitschen); Tachtadschjan sah eine enge Verwandtschaft mit Glaucidium palmatum, das von APG II zu den Hahnenfußgewächsen gestellt wird, stellte Paeonia und Glaucidium jeweils in eine eigene Ordnung Paeoniales bzw. Glaucidiales und ordnete beide der Unterklasse Hahnenfußähnliche (Ranunculidae) zu (siehe Systematik der Bedecktsamer nach Tachtadschjan).
Die neuste Version der Angiosperm Phylogeny Group (APG IV) schließlich, nach deren Systematik sich die deutschsprachige Wikipedia richtet, rechnet die Familie Paeoniaceae zur Ordnung der Steinbrechartigen (Saxifragales) (siehe Systematik der Bedecktsamer).

### Innere Systematik
Die Gattung Paeonia enthält 32 Arten, die sich in drei Sektionen einteilen lassen:
| Name                                                               | Trivialname/Synonym                                                                                                 | Verbreitung | Bild                                                                 |
| ------------------------------------------------------------------ | --- | --- | -------------------------------------------------------------------- |
| Section Moutan DC.                                                 | Strauchige Pfingstrosen                                                                                             | Strauchige Pfingstrosen | Strauchige Pfingstrosen                                              |
| Paeonia cathayana D.Y.Hong & K.Y.Pan                               | | Sie kommt in den chinesischen Provinzen Henan und Hubei vor. |                                                                      |
| Paeonia decomposita Hand.-Mazz.                                    | | Die zwei Unterarten kommen nur im nordwestlichen Sichuan vor: | [ Abb. im Weblink 1 ]                                                |
| Paeonia decomposita Hand.-Mazz. subsp. decomposita                 | | Dieser Endemit gedeiht nur im Dadu-He-Tal in Höhenlagen von 2000 bis 3100 Metern im nordwestlichen Sichuan. |                                                                      |
| Paeonia decomposita subsp. rotundiloba D.Y.Hong                    | | Dieser Endemit gedeiht nur im Min-Jiang-Tal in Höhenlagen von 2000 bis 3100 Metern im nordwestlichen Sichuan. |                                                                      |
| Paeonia delavayi Franch.                                           | Delavays Strauch-Pfingstrose, Syn.: Paeonia lutea Delavay ex Franch.                                                | Sie kommt im südöstlichen Tibet und in den chinesischen Provinzen westliches Sichuan und zentralen sowie nördlichen Yunnan vor. |                                                                      |
| Paeonia jishanensis T.Hong & W.Z.Zhao                              | | Sie kommt in den chinesischen Provinzen Henan, Shaanxi und Shanxi vor. | [ Abb. im Weblink 2 ]                                                |
| Paeonia ludlowii (Stern & G.Taylor) D.Y.Hong                       | | Sie kommt im südöstlichen Tibet in Höhenlagen von 2900 bis 3500 Metern vor. |                                                                      |
| Paeonia ostii T.Hong & J.X.Zhang                                   | Syn.: Paeonia suffruticosa subsp. yinpingmudan D.Y.Hong, K.Y.Pan & Zhang W.Xie                                      | Die Heimat ist das westliche Henan. |                                                                      |
| Paeonia qiui Y.L.Pei & D.Y.Hong                                    | | Die Heimat ist das westliche Henan und das westliche Hubei. | [ Abb. im Weblink 3 ]                                                |
| Paeonia rockii (S.G.Haw & L.A.Lauener) T.Hong & J.J.Li ex D.Y.Hong | | Sie kommt in den chinesischen Provinzen Gansu, Henan, Hubei und Shaanxi vor. Mit den Unterarten: |                                                                      |
| Paeonia rockii subsp. atava (Brühl) D.Y.Hong & K.Y.Pan             | Syn.: Paeonia rockii subsp. taibaishanica D.Y.Hong                                                                  | |                                                                      |
| Paeonia rockii subsp. rockii                                       | Syn.: Paeonia rockii subsp. linyanshanii (Halda) T.Hong & G.L.Osti                                                  | |                                                                      |
| Zu dieser Sektion gehört auch die Kulturhybride                    | | |                                                                      |
| Paeonia ×suffruticosa Andrews                                      | Strauch-Pfingstrose die die kultivierten, von Kreuzungen mehrerer wilder Arten abstammenden Strauchpäonien umfasst. | |                                                                      |
| Section Onaepia Lindl.                                             | Nordamerikanische Stauden-Pfingstrosen                                                                              | Nordamerikanische Stauden-Pfingstrosen | Nordamerikanische Stauden-Pfingstrosen                               |
| Paeonia brownii Douglas                                            | | Sie kommt in den westlichen US-Bundesstaaten Washington, Oregon, Wyoming, Montana, Utah, Nevada, Idaho und Kalifornien vor. |                                                                      |
| Paeonia californica Nutt.                                          | Kalifornische Pfingstrose                                                                                           | Sie kommt in Kalifornien und im mexikanischen Bundesstaat Baja California vor. |                                                                      |
| Section Paeonia DC                                                 | Eurasische Stauden-Pfingstrosen                                                                                     | Eurasische Stauden-Pfingstrosen | Eurasische Stauden-Pfingstrosen                                      |
| Paeonia algeriensis Chabert                                        | Syn.: Paeonia mascula subsp. atlantica (Coss.) Greuter & Burdet                                                     | Sie kommt in Algerien vor. | [ Abb. im Weblink 4 ]                                                |
| Paeonia anomala L.                                                 | mit Unterarten: | Heimat China, Russland (auch im europäischen Teil), Sibirien, Zentralasien, Mongolei |                                                                      |
| Paeonia anomala L. subsp. anomala                                  | | |                                                                      |
| Paeonia anomala subsp. veitchii (Lynch) D.Y.Hong & K.Y.Pan         | Syn.: Paeonia veitchii (Lynch) Veitchs Pfingstrose                                                                  | Die Heimat ist China. |                                                                      |
| Paeonia arietina G.Anderson                                        | Syn.: Paeonia mascula subsp. arietina (G.Anderson Cullen & Heywood), Türkische Pfingstrose                          | Die Heimat ist die Balkanhalbinsel, Italien, Bulgarien, Kreta, Rumänien, Russland, Ukraine und die Türkei | [ Abb. im Weblink 5 ]                                                |
| Paeonia broteri Boiss. & Reuter                                    | Syn.: Paeonia lusitanica Mill.                                                                                      | Sie kommt auf der Iberischen Halbinsel vor. |                                                                      |
| Paeonia cambessedesii (Willk.) Willk.                              | Balearen-Pfingstrose                                                                                                | Sie kommt nur auf den Balearen vor. |                                                                      |
| Paeonia clusii (Stern & Stearn)                                    | Clusius-Pfingstrose                                                                                                 | |                                                                      |
| Paeonia clusii subsp. clusii                                       | | Heimat Kreta, Karpathos. |                                                                      |
| Paeonia clusii subsp. rhodia (Stearn) Tzanoud.                     | | Heimat Rhodos. | [ Abb. im Weblink 6 ]                                                |
| Paeonia coriacea Boiss.                                            | | Sie kommt in Marokko, in Spanien, in Sardinien und in Korsika vor. |                                                                      |
| Paeonia corsica Sieber ex Tausch                                   | | Sie kommt in Sardinien, Korsika und Griechenland vor. |                                                                      |
| Paeonia daurica Andrews                                            | Krim-Pfingstrose | |                                                                      |
| Paeonia daurica subsp. daurica                                     | Krim-Pfingstrose | |                                                                      |
| Paeonia daurica subsp. coriifolia (Rupr.) D.Y.Hong                 | West-Kaukasische Pfingstrose                                                                                        | |                                                                      |
| Paeonia daurica subsp. macrophylla (Albov) D.Y.Hong                | Syn.: Paeonia macrophylla (Albov) Lomakin Großblättrige Pfingstrose                                                 | |                                                                      |
| Paeonia daurica subsp. mlokosewitschii (Lomakin) D.Y.Hong          | Syn.: Paeonia mlokosewitschii Lomakin Gelbe Kaukasus-Pfingstrose                                                    | Sie kommt in Aserbaidschan, in Georgien und im südlichen europäischen Russland vor. |                                                                      |
| Paeonia daurica subsp. tomentosa (Lomakin) D.Y.Hong                | Syn.: Paeonia tomentosa (Lomakin) N.Busch                                                                           | |                                                                      |
| Paeonia daurica subsp. velebitensis D.Y.Hong                       | | Dieser Endemit gedeiht nur im Velebit-Gebirge in Kroatien. |                                                                      |
| Paeonia daurica subsp. wittmanniana (Hartwiss ex Lindl.) D.Y.Hong  | Syn.: Paeonia wittmanniana Hartwiss ex Lindl. Wittmanns Pfingstrose                                                 | Sie kommt im Kaukasusraum sowie in der Türkei vor. |                                                                      |
| Paeonia emodi Wall ex Royle                                        | | Sie kommt im nördlichen Pakistan, im nordwestlichen Indien, in Kaschmir, im westlichen Nepal und im südlichen Xizang vor. |                                                                      |
| Paeonia intermedia C.A.Mey.                                        | Syn.: Paeonia anomala subsp. intermedia (C.A.Mey.) Trautv.                                                          | Sie kommt in Kasachstan, Usbekistan, Tadschikistan, Kirgisistan, im südwestlichen Sibirien und in der chinesischen Provinz Xinjiang vor. | [ Abb. im Weblink 7 ]                                                |
| Paeonia kesrouanensis (J. Thiébaut) J.Thiébaut                     | | Sie wurde aus dem Gebiet von Syrien und Libanon beschrieben, wird aber von manchen Autoren auch als Unterart Paeonia mascula subsp. kesrouanensis (J. Thiébaut) Halda angesehen.                                                                                         | [ Abb. im Weblink 8 ]                                                |
| Paeonia lactiflora Pall.                                           | Milchweiße Pfingstrose Ihre Hybriden werden auch als Chinesische Pfingstrose oder Edelpfingstrose bezeichnet        | Verbreitung China (Mandschurei), Mongolei, Japan, Korea. |                                                                      |
| Paeonia mairei H.Lév.                                              | | Sie kommt in den chinesischen Provinzen Gansu, Guizhou, Hubei, Shaanxi, Sichuan und Yunnan vor. |                                                                      |
| Paeonia mascula (L. Mill.)                                         | Korallen-Pfingstrose mit folgenden Unterarten:                                                                      | |                                                                      |
| Paeonia mascula subsp. bodurii N.Özhatay                           | | Türkei | [ Abb. im Weblink 9 ]                                                |
| Paeonia mascula subsp. hellenica Tzanoud.                          | | Sizilien und Griechenland | [ Abb. im Weblink 10 ]                                               |
| Paeonia mascula subsp. mascula                                     | | | [ Abb. im Weblink 11 ]                                               |
| Paeonia mascula subsp. russoi (Biv.) Cullen & Heywood              | | Spanien, Frankreich, Italien, Kroatien, Albanien, Griechenland, Sardinien, Korsika, Sizilien und die Balearen |                                                                      |
| Paeonia obovata Maxim.                                             | Es gibt zwei Unterarten:                                                                                            | Heimat: Ostasien |                                                                      |
| Paeonia obovata subsp. obovata                                     | Syn.: Paeonia japonica (Makino) Miyabe & H.Takeda                                                                   | |                                                                      |
| Paeonia obovata var. glabra Makino                                 | | |                                                                      |
| Paeonia obovata subsp. japonica (Makino) Halda                     | | |                                                                      |
| Paeonia obovata var. japonica Makino, Paeonia oreogeton S.Moore    | | Sie ist in China, Japan, Korea und Russlands Fernen Osten verbreitet. |                                                                      |
| Paeonia obovata subsp. willmottiae (Stapf) D.Y.Hong & K.Y.Pan      | Syn.:Paeonia willmottiae Stapf, Paeonia obovata var. willmottiae (Stapf) Stern                                      | Sie gedeiht in sommergrünen Laubwäldern in Höhenlagen von 800 bis 2800 Metern in den chinesischen Provinzen südöstliches Gansu, westliches Henan, westliches Hubei, südliches Ningxia, östliches Qinghai, südliches Shaanxi, Shanxi, östliches sowie nördliches Sichuan. |                                                                      |
| Paeonia officinalis L.                                             | Gemeine Pfingstrose mit folgenden Unterarten:                                                                       | |                                                                      |
| Paeonia officinalis subsp. banatica (Rochel) Soó                   | Banater Pfingstrose                                                                                                 | Ungarn, Rumänien, Serbien und Bosnien-Herzegowina |                                                                      |
| Paeonia officinalis subsp. huthii Soldano                          | | Frankreich und Italien | [ Abb. im Weblink 12 ]                                               |
| Paeonia officinalis subsp. italica Passalacqua & Bernardo          | | Italien, Kroatien und Albanien | [ Abb. im Weblink 13 ] [ Abb. im Weblink 14 ] [ Abb. im Weblink 15 ] |
| Paeonia officinalis subsp. microcarpa (Boiss. & Reut.) Nym.        | | Spanien, Portugal, Frankreich und Italien |                                                                      |
| Paeonia officinalis subsp. officinalis                             | | Frankreich, Schweiz, Italien, Slowenien, Kroatien, Albanien und Ungarn |                                                                      |
| Paeonia parnassica Tzanoud.                                        | | Sie kommt nur in Griechenland vor. | [ Abb. im Weblink 16 ] [ Abb. im Weblink 17 ]                        |
| Paeonia peregrina Mill.                                            | Fremde Pfingstrose                                                                                                  | Ihre Heimat ist Süd- und Südosteuropa und die Türkei. |                                                                      |
| Paeonia saueri D.Y.Hong, X.Q.Wang & D.M.Zhang                      | | Sie kommt auf der Balkanhalbinsel vor. | [ Abb. im Weblink 18 ]                                               |
| Paeonia sterniana H.R.Fletcher                                     | | Sie gedeiht in Höhenlagen von 2800 bis 3500 Metern nur im südöstlichen Tibet. |                                                                      |
| Paeonia tenuifolia L.                                              | Feinblättrige Pfingstrose                                                                                           | Ihre Heimat ist Südosteuropa und Südrussland. |                                                                      |

Weblinks zu Abbildungen:
1. ↑  
l Abb. von Paeonia decomposita
2. ↑  
Abb. von Paeonia jishanensis
3. ↑  
Abb. von Paeonia qiui
4. ↑  Abb. von Paeonia algeriensis (Seite nicht mehr abrufbar, festgestellt im April 2024. Suche in Webarchiven)  Info: Der Link wurde automatisch als defekt markiert. Bitte prüfe den Link gemäß Anleitung und entferne dann diesen Hinweis.
5. ↑  
http://www.paeonia.ch/reiseninternet/turkey/turkbilder_7.htm@1@2Vorlage:Toter+Link/www.paeonia.ch+(Seite+nicht+mehr+abrufbar,+festgestellt+im+Mai+2019.+Suche+in+Webarchiven) Datei:Pictogram+voting+info.svg Info:+Der+Link+wurde+automatisch+als+defekt+markiert.+Bitte+prüfe+den+Link+gemäß+Anleitung+und+entferne+dann+diesen+Hinweis. Abb. von Paeonia algeriensis
6. ↑  
orchid-nord.com Abb. von "Paeonia clusii" ssp. "rhodia"
7. ↑  
Bilder von Paeonia intermedia auf Plantarium.ru (Latein + Russisch)
8. ↑  
botany.cz Abb. von Paeonia kesrouanensis
9. ↑  dogalhayat.org (Seite nicht mehr abrufbar, festgestellt im April 2024. Suche in Webarchiven)  Info: Der Link wurde automatisch als defekt markiert. Bitte prüfe den Link gemäß Anleitung und entferne dann diesen Hinweis. Abb. von ‘’Paeonia mascula‘’ subsp. ‘’bodurii‘’
10. ↑  
greekflora.gr Abb. von ‘’Paeonia mascula‘’ subsp. ‘’hellenica‘’
11. ↑  dogalhayat.org (Memento des Originals vom 27. Januar 2018 im Internet Archive)  Info: Der Archivlink wurde automatisch eingesetzt und noch nicht geprüft. Bitte prüfe Original- und Archivlink gemäß Anleitung und entferne dann diesen Hinweis. Abb. von ‘’Paeonia mascula‘’ subsp. ‘’mascula‘’
12. ↑  
florealpes.com Abb. von ‘’Paeonia officinalis‘’ subsp. ‘’huthii‘’
13. ↑  
floraitaliae.actaplantarum.org Abb. von ‘’Paeonia officinalis‘’ subsp. ‘’ italica ‘’
14. ↑  
naturamediterraneo.com Abb. von ‘’Paeonia officinalis‘’ subsp. ‘’italica‘’
15. ↑  
naturamediterraneo.com Abb. von ‘’Paeonia officinalis‘’ subsp. ‘’ italica ‘’
16. ↑  
greekflora.gr Abb. von ‘’Paeonia parnassica‘’
17. ↑  
Abb. von ‘’Paeonia parnassica‘’ (Memento vom 5. Februar 2019 im Internet Archive)
18. ↑  greekmountainflora.info (Memento des Originals vom 27. Januar 2018 im Internet Archive)  Info: Der Archivlink wurde automatisch eingesetzt und noch nicht geprüft. Bitte prüfe Original- und Archivlink gemäß Anleitung und entferne dann diesen Hinweis. Abb. von ‘’Paeonia saueri ‘’

## Nutzung

### Pfingstrosen im Garten

#### Kulturformen
Von zwei Arten aus dieser Gattung werden viele Sorten in Mitteleuropa sehr häufig kultiviert:
Die Gemeine Pfingstrose (Paeonia officinalis) wird auch als Echte Pfingstrose oder Bauern-Pfingstrose bezeichnet, weil sie fester Bestandteil des traditionellen Bauerngartens ist. Nach wie vor findet sich diese Art in vielen mitteleuropäischen Gärten, wo sie ab Mai mit ihren großen Blüten die Pflanzenfreunde erfreut. Als Zierpflanze für Parks und Gärten hat sie jedoch zunehmend Konkurrenz durch die züchterischen Sorten der aus Ostasien stammenden Milchweißen Pfingstrose (Paeonia lactiflora) erhalten. Insgesamt wurden 3.000 Sorten dieser Gattung gezüchtet. Strauch- oder Baumpäonien werden nur in klimatisch begünstigten Regionen kultiviert. Strauch-Pfingstrosen werfen im Herbst ihre Blätter ab. Ihre verholzten Triebe verwelken im Gegensatz zu denen der Stauden-Pfingstrosen nicht.
Erst nach dem Zweiten Weltkrieg gelang es Züchtern, Strauch-Pfingstrosen und Stauden-Pfingstrosen erfolgreich zu kreuzen. Die ersten sechs Sorten dieser Kreuzungen wurden nach dem Züchter Itoh-Hybriden benannt, geläufiger ist inzwischen der Begriff „Intersektionelle Pfingstrosen“. Gemeinsames Merkmal dieser Hybriden sind das Laub und die Blüten (besonders die gelbe Farbe) den Strauch-Pfingstrosen ähneln, verbunden mit dem jährlichen Neuaustrieb als Staude.

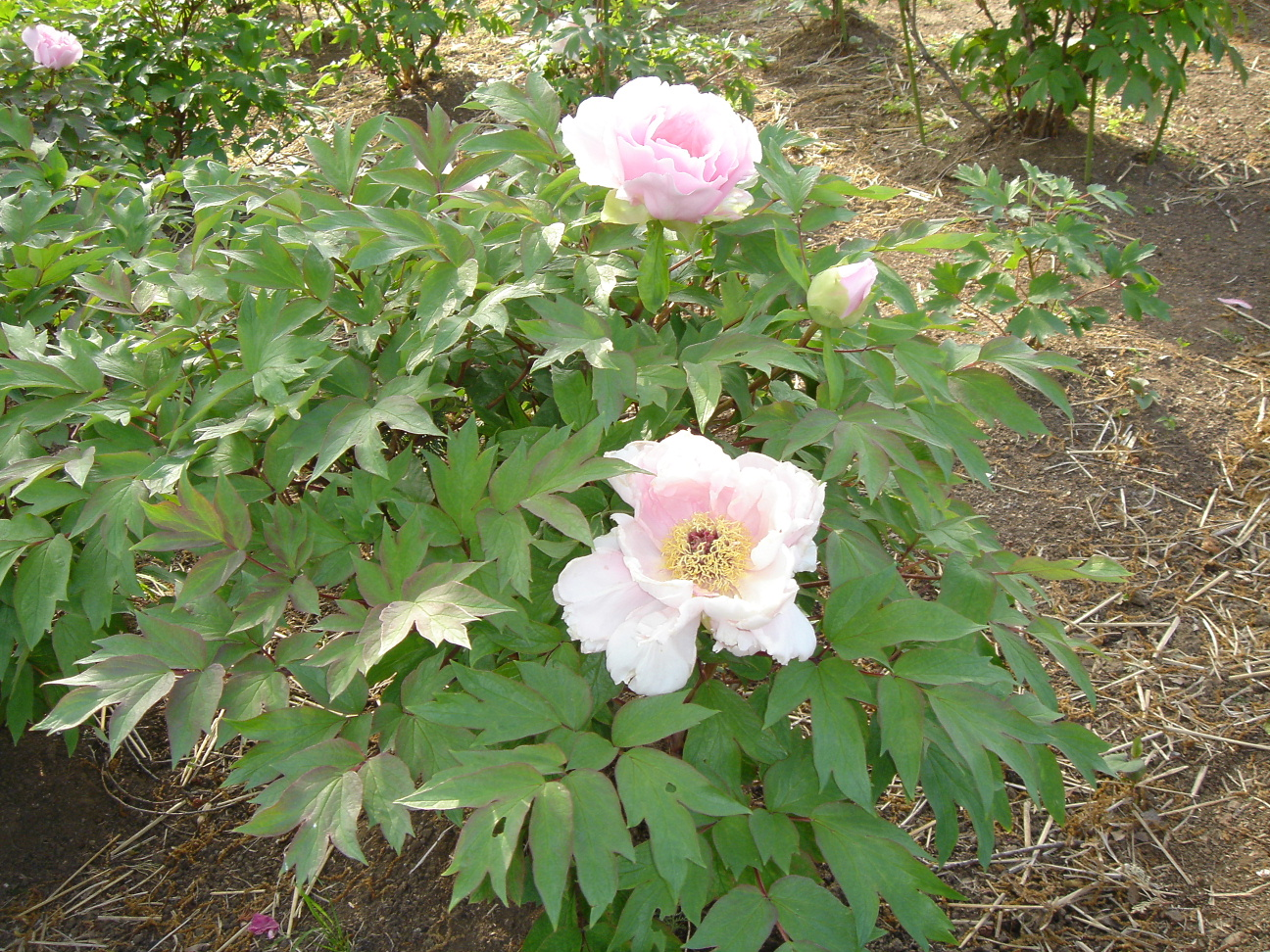
Strauch-Pfingstrose (Paeonia ×suffruticosa)

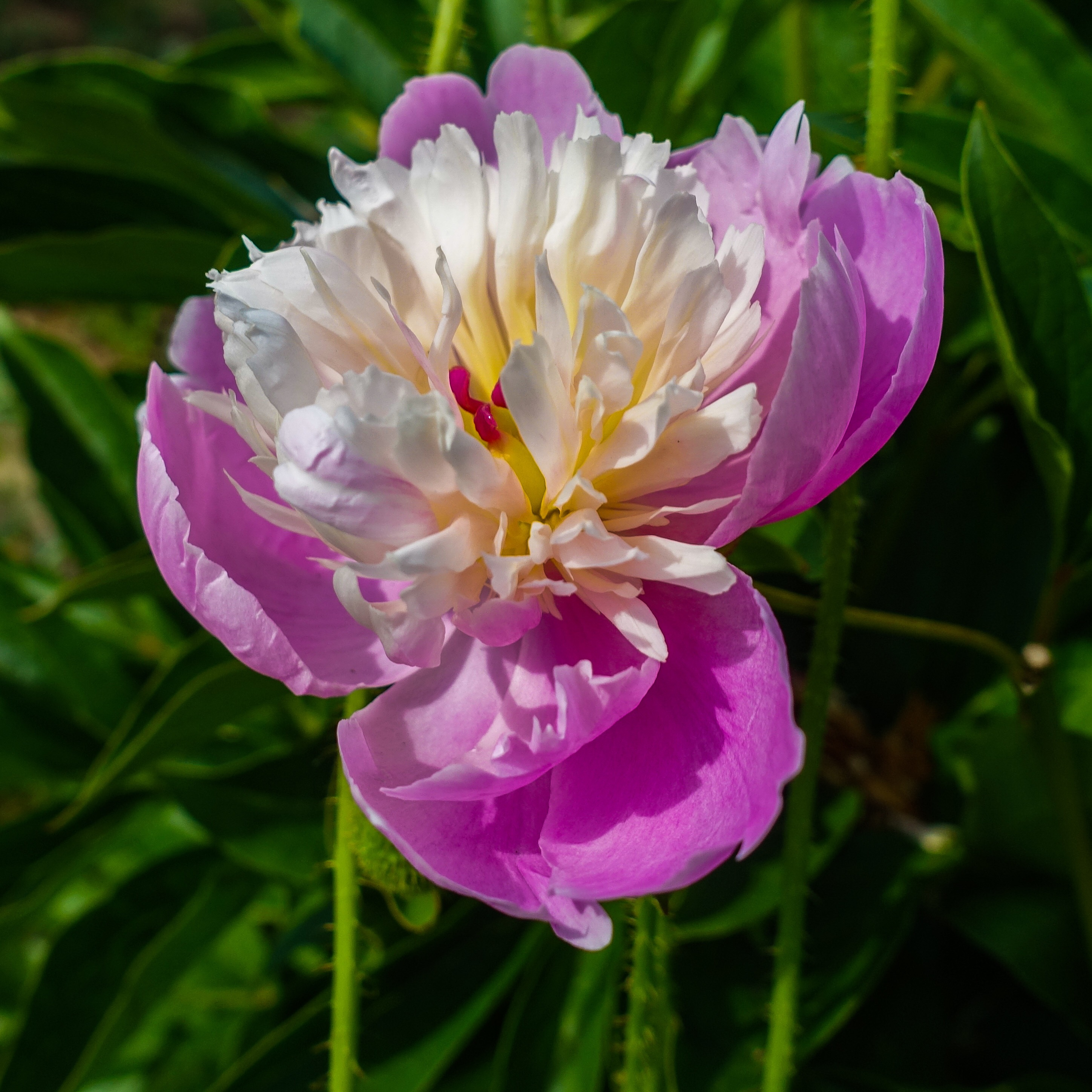
Sorte der Milchweißen Pfingstrose (Paeonia × lactiflora) ‘Bowl of Beauty’

#### Geschichte der Pfingstrosen als Gartenpflanze

##### Pfingstrosen in China
Die Pfingstrosen werden in der chinesischen Gartenkunst bereits seit mehr als tausend Jahren als Zierpflanze kultiviert. Die Strauch-Pfingstrose (Paeonia ×suffruticosa) ist in Nordwestchina, in Tibet und in Bhutan beheimatet und wächst dort in Bambusdickichten, im Unterholz der Wälder und auf Wiesen. Chinesische Gärtner hatten aus der ursprünglich rot blühenden Art bereits eine Palette unterschiedlicher Sorten mit Blütenfarben von Weiß über Gelb bis hin zu Schwarzviolett gezüchtet, als gegen Ende des 18. Jahrhunderts Europäer die ersten lebenden Pflanzen nach England mitbrachten. Die Royal Horticultural Society sendete 1834 eigens den Pflanzensammler Robert Fortune nach China, um dort weitere Pfingstrosen-Sorten zu erwerben.
Auch eine zweite Art, die Milchweiße Pfingstrose (Paeonia lactiflora), wird seit über 1.000 Jahren in China als Zierpflanze geschätzt. Bereits zur Zeit der Song-Dynastie (961 bis 1278) hatte man aus der Art 39 verschiedene Sorten gezüchtet, die sich vor allem durch dicht gefüllte, ballähnliche Blüten auszeichneten.

##### Pfingstrosen in Europa
Bereits in der europäischen Antike war die Pfingstrose als Gartenpflanze bekannt. Zwei der Arten, die im Mittelmeergebiet heimisch sind, die Korallen-Pfingstrose (Paeonia mascula) und die Gemeine Pfingstrose (Paeonia officinalis), wurden im Mittelmeerraum bereits in der Antike gepflegt. Beide Arten standen in dem Ruf, Heilpflanzen zu sein. Es sind vor allem die Benediktinermönche gewesen, die die Gemeine Pfingstrose von jenseits der Alpen nach Mitteleuropa brachten, um sie als Heilpflanze in ihren Klöstern zu kultivieren. Gelegentlich bezeichnete man daher die Gemeine Pfingstrose auch als Benediktinerrose. Von den Klostergärten aus gelangte sie in die Bauerngärten, wo sie neben ihrer Heilwirkung auch wegen ihrer Anspruchslosigkeit und Langlebigkeit geschätzt wurde.
Die Tatsache, dass die Pfingstrosen auf dem um 1410 entstandenen Gemälde Paradiesgärtlein auftauchen, wird von Autoren wie etwa Heinz-Dieter Krausch dahin gehend interpretiert, dass sie bereits im ausgehenden Mittelalter nicht nur als Heilpflanze, sondern bereits auch als Zierpflanze angesehen wurden. Auch auf einem 1473 entstandenen Gemälde von Martin Schongauer, dem Bild Maria im Rosenhag, ist eine Pfingstrose zu entdecken, genauso wie auf dem Bild der Stuppacher Madonna von Matthias Grünewald (1514–1516). Im 16. Jahrhundert waren Pfingstrosen in den Gärten bereits weit verbreitet, die Pfingstrose galt als „Königsblume“. Die zwei aus dem Mittelmeerraum nach Mitteleuropa gelangten Pfingstrosenarten wurden von damaligen Botanikern jedoch aus heutiger Sicht kurios eingeteilt. Die Gemeine Pfingstrose galt als weibliche Blume, die Korallen-Pfingstrose als die männliche Pflanze.
1561 erwähnt der Zürcher Arzt und Naturforscher Conrad Gessner erstmals gefüllte Pfingstrosen der Gemeinen Pfingstrose (Paeonia officinalis). Diese fanden so schnell Verbreitung, dass bereits im frühen 19. Jahrhundert Friedrich Gottlob Hayne festhalten konnte, dass man die ungefüllte Art nur noch selten in den Gärten fände. In der zweiten Hälfte des 16. Jahrhunderts wurde mit Paeonia peregrina mindestens eine weitere Päonienart kultiviert. Der Hortus Eystettensis kannte von den drei Arten insgesamt elf verschiedene Sorten.
1757 erwähnte der Botanische Garten in Göttingen erstmals die Feinblättrige Pfingstrose, die man offenbar über den Botanischen Garten in Sankt Petersburg erhalten hatte. Sie wurde von Göttingen aus an andere Botanische Gärten abgegeben und bereits 1779 auch von einer Hamburger Gärtnerei als Zierpflanze angeboten. Sie ist bis heute eine in Gärten selten gepflegte Pflanze geblieben, da sie kälteempfindlicher als ihre Schwesterarten ist.
In Lorsch entsteht im Rahmen der 1250-Jahr-Feier der Abtei Lorsch und in Anbetracht des im Jahre 795 erschienenen Lorscher Arzneibuches 2014 ein öffentlicher Päoniengarten (Lorscher Pfingstrosenpark). In der Stadt soll zudem ein alljährlich stattfindender Pfingstrosen-Markt eingerichtet werden.

#### Gartenkultur

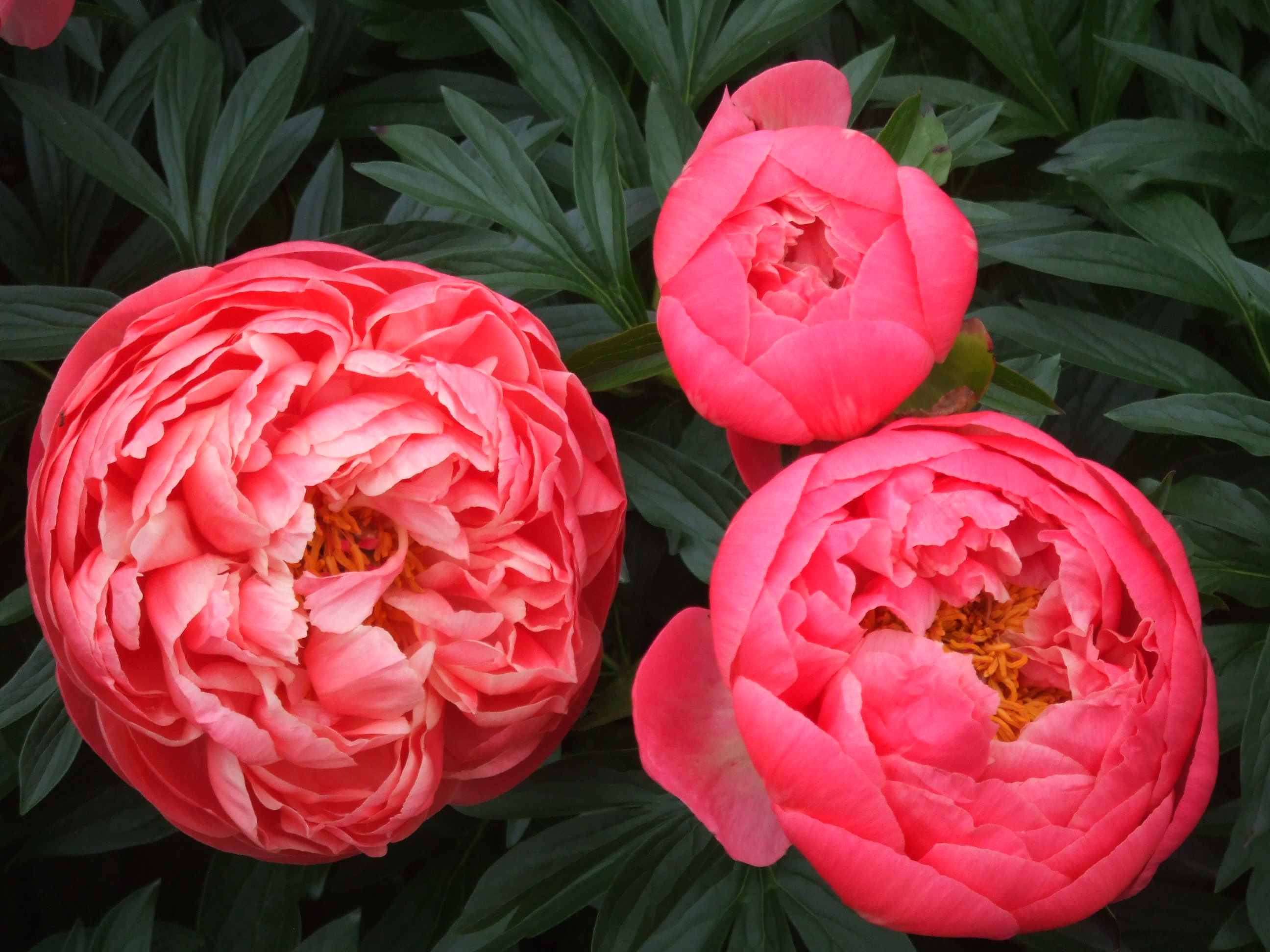
Verschiedene Blütenstadien bei der Sorte ‘Coral Charm’

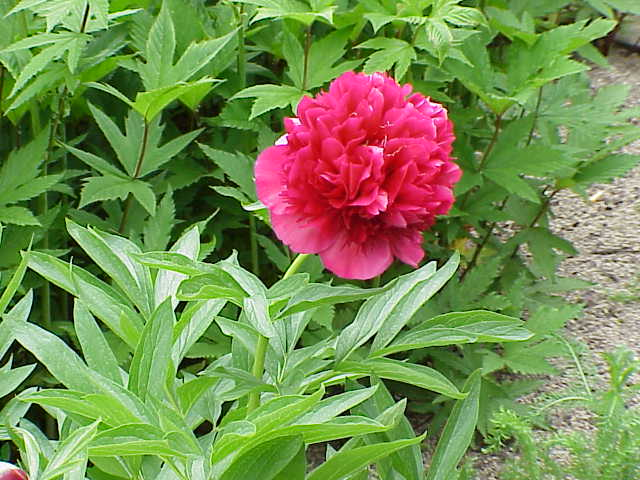
Gefüllte Blüte einer Sorte der Gemeinen Pfingstrose (Paeonia officinalis), die auch Bauern-Pfingstrose genannt wird

Insbesondere die Gemeine Pfingstrose (Paeonia officinalis) ist eine verhältnismäßig robuste Gartenpflanze und das gilt auch für viele der Zuchtsorten der Chinesischen Pfingstrose. Die anderen Arten stellen an ihren Standort höhere Anforderungen und können vor allem durch Spätfröste Schaden an Blättern und Trieben nehmen. Sinnvoll ist es, Pfingstrosen möglichst lange an einem Standort stehen zu lassen, da der Blütenansatz von Jahr zu Jahr zunimmt. Pfingstrosen können über Jahrzehnte am selben Ort gedeihen, ohne dass sie je ausgegraben und geteilt werden müssen. Empfehlenswert ist es, die Pflanzen im Frühjahr vor dem Austrieb sowie nach der Blüte im Sommer mit organischem Dünger wie Knochenmehl oder Hornspänen zu versorgen, damit die Pflanzen ihre Blühwilligkeit behalten. Auf mineralischen Dünger reagieren Pfingstrosen gelegentlich mit gelben Blättern und dürftigem Wachstum. Der Blühfähigkeit der Pflanze dient es auch, wenn verblühte Blüten abgeschnitten werden, da die Samenbildung die Pflanze viel Kraft kostet, die zu Lasten des Blütenansatzes im nächsten Jahr geht.
Pfingstrosen gedeihen am besten an einem etwas windgeschützten Standort in vollem oder leicht gefiltertem Sonnenlicht und in einem nährstoffreichen und durchlässigen Gartenboden wie beispielsweise einem lockeren Lehmboden. Pfingstrosen sind sogenannte Starkzehrer, das heißt, sie benötigen einen nährstoffreichen Boden. Bei den meisten Gärtnern hat es sich bewährt, sie nach dem Austrieb zu mulchen und mit gut verrottetem Mist zu düngen.
Stauden-Pfingstrosen werden so tief gepflanzt, dass ihr Wurzelstock etwa drei bis vier Zentimeter unter der Erdoberfläche liegt. Die ideale Pflanzzeit ist in der Regel der Herbst, wenn die Sortenauswahl im Gartenfachhandel in der Regel auch am größten ist. Die beste Pflanzzeit für Strauch-Pfingstrosen fällt gleichfalls in diese Zeit. Sie werden jedoch so tief gepflanzt, dass die Veredelungsstelle etwa 10 bis 15 Zentimeter unterhalb der Oberfläche liegt. Der Pflanzabstand sollte 80 bis 100 cm betragen.
Strauch-Pfingstrosen stehen am besten allein oder in Gesellschaft mit anderen Sträuchern. Ideale Begleitpflanzen der Stauden-Pfingstrosen sind beispielsweise Frauenmantel, Katzenminze oder die Arten und Sorten der Storchschnäbel.

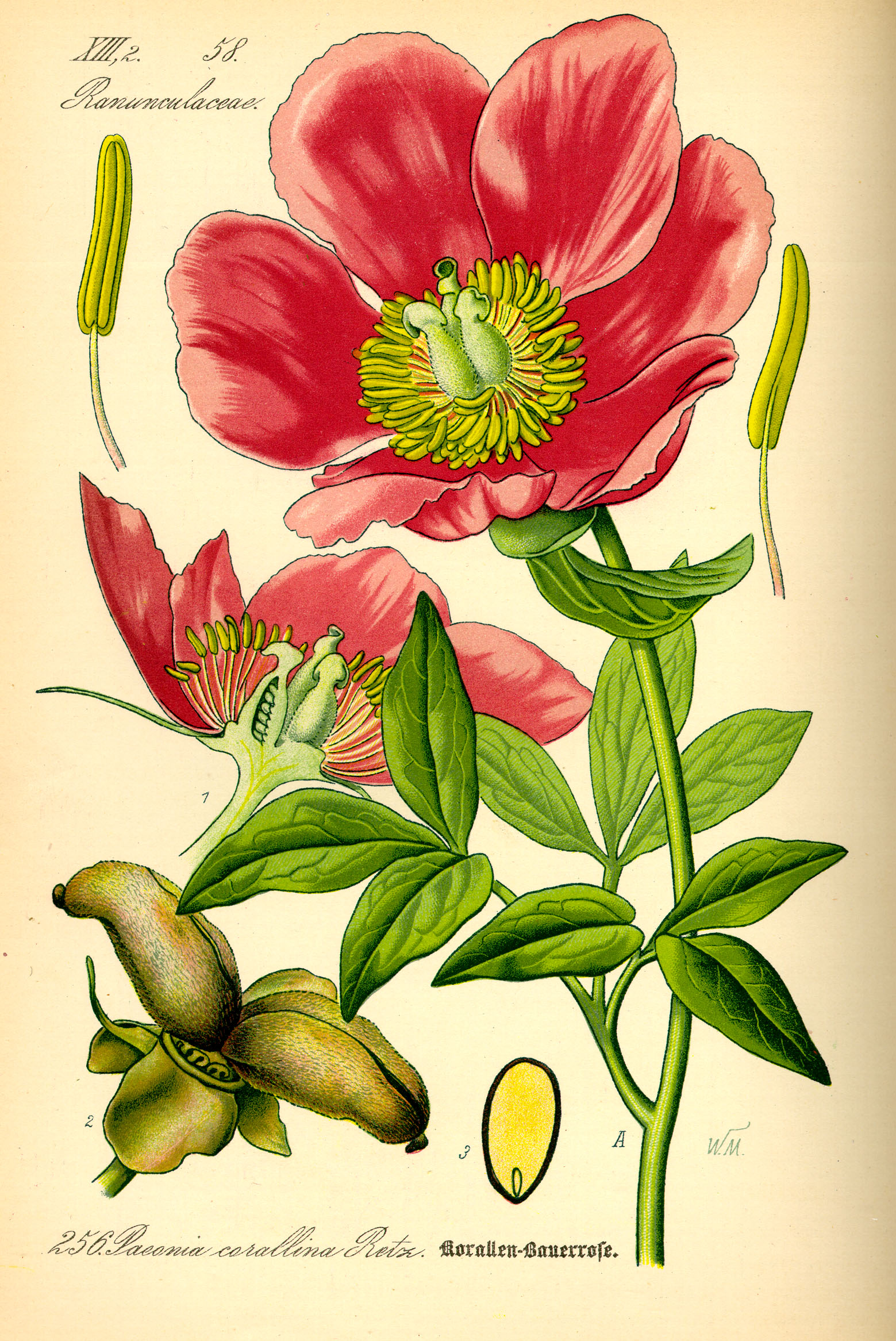
Die Korallen-Pfingstrose (Paeonia mascula) ist eine der zwei Arten, die man bereits in der Antike als Heilpflanze schätzte.

### Pfingstrosen in der Medizin
Bereits Theophrast, Plinius und Dioskurides verweisen auf die medizinische Wirkung der Pfingstrose, wobei sie sich sowohl auf die Korallen- als auch die Gemeine Pfingstrose bezogen. Allerdings gab es beim Sammeln der Pflanzen bestimmte Regeln einzuhalten, die der 1488 geborene Otto Brunfels folgendermaßen zusammenfasste:
Und spricht Plinius, desgleichen Theophrastus, wann sie diese Wurzel haben wöllen graben, so muss es bei Nacht geschehen, etlicher Gefährlichkeiten halben die sie bei Tag hätten müssen darüber bestehen, von wegen des Spechtes, Pici Martii genannt, dieser sticht nämlich bei Helligkeit dem Menschen die Augen aus. (Zitiert nach Gallwitz, S. 196f)
Der Ruf der Heilkräftigkeit der Pfingstrosen hatte sich von der Antike bis ins 19. Jahrhundert erhalten, als die Droge Radix Paeoniae um das Jahr 1860 aus den Arzneibüchern gestrichen wurde. Im Mittelalter galt sie als wirksames Mittel gegen die Gicht, sie sollte bei Kinder- und Frauenkrankheiten helfen.
Hildegard von Bingen schrieb in ihrer Physica über die Pfingstrose;
Die Paeonie (beonia, Dactylosa) ist feuerfarben und hat gute Wirkung. Sie hilft sowohl gegen die dreitägigen wie die viertägigen Fieber… Unt wenn ein Mensch den Verstand verliert, so als ob er nichts wüßte und gleichsam in Ekstase läge, tauche Päoniensamen in Honig und lege sie auf seine Zunge, so steigen die Kräfte der Päonie in sein Gehirn empor und erregen ihn, so dass er rasch seinen Verstand wiedererlangt … Aber nimm auch Päoniensamen und tauche sie in das Blut eines Blutegels und hülle dann die übelriechenden Samen in einen Teig aus Weizenmehl, und wenn jemand durch die Fallsucht zu Fall kommt, lege sie in seinen Mund, während er so daliegt, und tue dies, so oft er durch diese Krankheit zu Fall kommt, und endlich er geheilt werden. (Zitiert nach Krausch, S. 323)
Bis ins 19. Jahrhundert hinein wurde die Pfingstrose als Mittel gegen Epilepsie eingesetzt. Die Volksmedizin verwendete auch den Rauch aus den Samen zur Behandlung von „Besessenen“. Die Volksmedizin kannte noch eine andere Verwendung der Pfingstrose: Ihre Samen wurden auf Ketten aufgereiht und zahnenden Kleinkindern zum Kauen gegeben. In Bayern nannte man die Samen deshalb auch Apolloniakörner – zu Ehren der Heiligen Apollonia, der Patronin der Zahnleidenden. In der Homöopathie wird Paeonia bei Hämorrhoiden und Analfissuren verwendet, deren Schmerzen nach dem Stuhlgang besonders lange anhalten.
In China werden Pfingstrosen (Sorte 'Fen Dan Bai', Hybride von Paeonia ostii) großflächig zur Gewinnung des Mudan pi, einem wichtigen Stoff der chinesischen Heilkunst, angebaut. Auch in Europa importiert die Pharmaindustrie beträchtliche Mengen an Päonienwurzeln, die von Naturstandorten aus Ost-Europa und Vorderasien stammen.
Die Blüten enthalten den Anthocyanin-Farbstoff Peonidin, einen Methylether des Cyanidins.

## Symbolik
Aufgrund ihrer langen Kultivierungsgeschichte wird den Päonien ein hoher symbolischer Gehalt zugewiesen. Pfingstrosen tauchen in den mittelalterlichen Tafelgemälden bereits auf, da sie in der christlichen Symbolsprache Reichtum, Heil, Heilung und Schönheit symbolisierten.
In der chinesischen Gartenkunst symbolisiert die Päonie Reichtum, Liebespfand, ein in Liebe erfülltes Frauenleben und die Sanftmut Buddhas.
Ein japanisches Sprichwort sagt:
立てば芍薬、座れば牡丹、歩く姿は百合の花
tateba shakuyaku, suwareba botan, aruku sugata wa yuri no hana
Im Stehen wie eine Chinesische Pfingstrose, im Sitzen wie eine Strauch-Pfingstrose, und die Art, wie sie läuft, die Blüte einer Lilie.
Das Sprichwort beschreibt die drei unterschiedlichen Schönheitsideale, denen eine Frau entsprechen soll: Wenn sie steht, soll sie einer chinesischen Pfingstrose gleichen, mit ihrem kräftigen Stängel und der vollen Blüte. Wenn sie sitzt, soll sie dagegen zerbrechlich wirken wie die Strauch-Pfingstrose. Und wenn sie geht, soll sie anmutig sein wie eine Lilie.
In China gilt die Päonie als Symbol für Vornehmheit und Reichtum. Zu den zentralen Werken der chinesischen Literatur zählt das vielfach ausgeführte und bearbeitete Drama Der Päonienpavillon. In der klassischen Erotikliteratur Chinas gilt der Blumenname “牡丹” (Aussprache „mu-dan“) oft als Anspielung auf den Genital, da das Schriftzeichen “牡” (Aussprache „mu“) in etymologischer Verbindung mit dem Schriftzeichen “牝” (Aussprache „pin“) steht und ursprünglich verwendet wurde, um einen Ochsen/Hahn als Gegensatz einer Kuh/Huhn zu bezeichnen. In einer chinesischen Legende kennt man die junge Heldin unter dem Namen“白牡丹” (Aussprache „bai-mu-dan“, wörtliche Übersetzung „weiße Päonie“; namentlich eine weibliche Person aus der Familie bai respektive Familie „weiß“ mit dem Vornamen mu-dan respektive „Päonie“). Diese Figur ist nämlich Geliebte des Unsterblichen “吕洞宾” (Aussprache „lü-dong-bin“) in der chinesischen Mythologie.

## Pfingstrosen in der Kunst

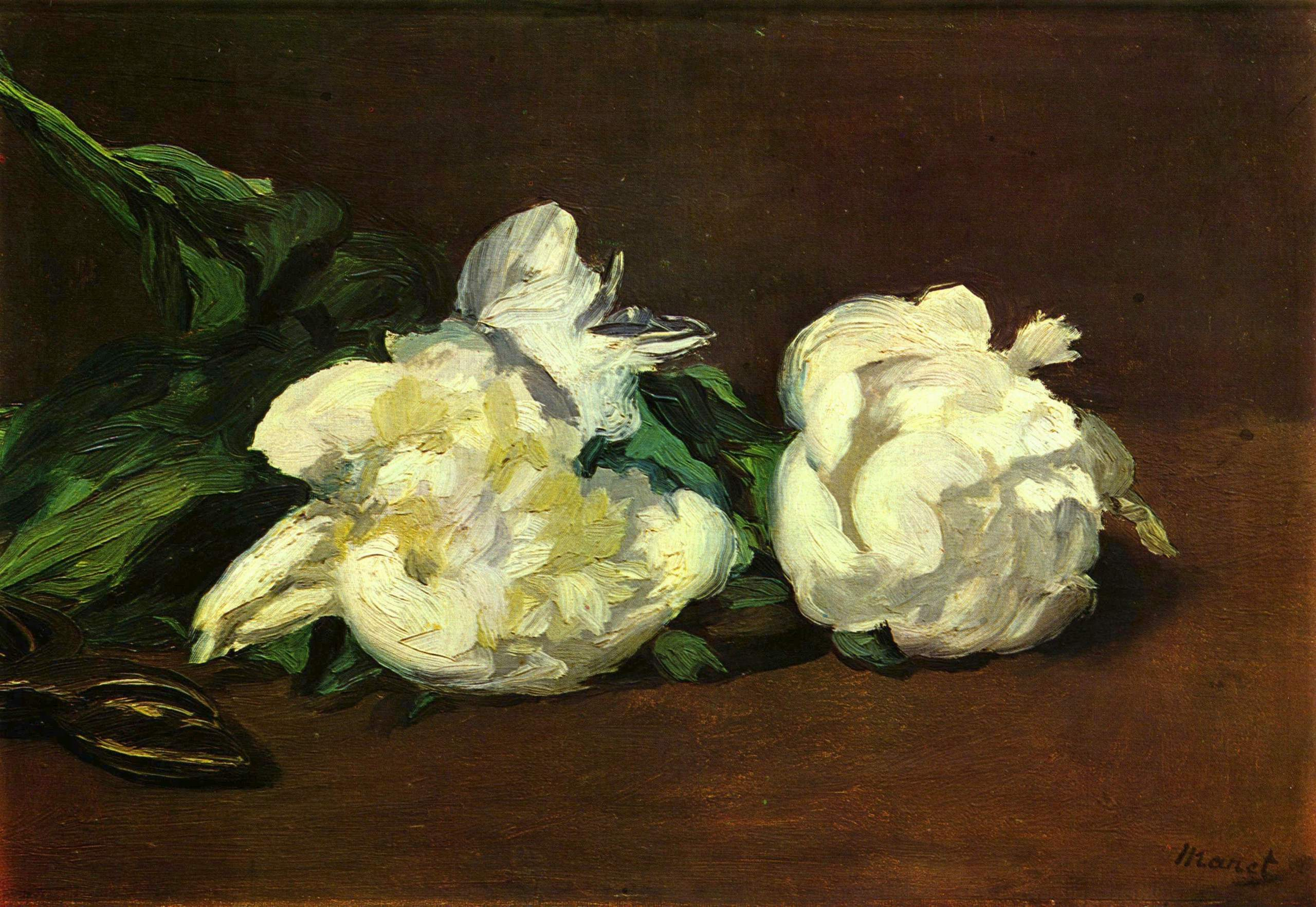
Édouard Manet, Weiße Pfingstrosen (1864)

Die Pfingstrose wird in der chinesischen Kunst sehr häufig dargestellt, aber auch in der europäischen Kunst spielt sie eine große Rolle. Eines der ersten Gemälde, auf denen Pfingstrosen zu entdecken sind, ist Das Paradiesgärtlein, das um 1410 von einem unbekannten oberrheinischen Meister geschaffen wurde. Dieses Bild gehört heute zu einem der Hauptwerke im Besitz des Städelschen Kunstinstituts in Frankfurt. Die sogenannte „Marienblume“, wie man die Pfingstrose auch nannte, ist auf diesem Bild in der Mitte des unteren Bilddrittels abgebildet. Nicht weit davon liegt tot der kleine Drache, der das Unheil symbolisiert und damit das Gegenstück zu dieser Blume bildet, die das Heil symbolisiert.
Zu den Künstlern der jüngeren Geschichte, die die Pfingstrose zum Motiv wählten, zählen Édouard Manet, Auguste Delacroix, Pierre-Auguste Renoir und Anselm Feuerbach.

## Pfingstrosen in der Literatur
Der Dichter Ferdinand von Saar hat der Pfingstrose ein Gedicht gewidmet, das auch den Titel Pfingstrose trägt.

## Pfingstrosen in der Astronomie
Ein Asteroid ist nach ihnen benannt – (1061) Paeonia.